# Gorizia (provins)

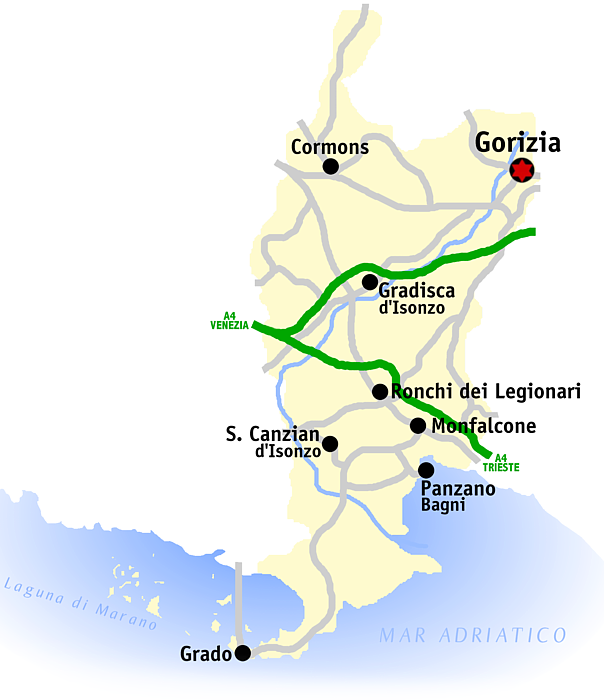
Karta över provinsen

Gorizia var en provins i regionen Friuli-Venezia Giulia i Italien. Huvudort för den tidigare provinsen var Gorizia
Gorizia var del av Österrikiska kustlandet som tillföll Italien i Freden i Saint-Germain 1919. Provinsen bildades 1927 med 42 kommuner efter kommunsammanslagningar från ursprungligen 128 kommuner. Efter andra världskriget delades provinsen mellan Italien och Jugoslavien. Av de 42 kommunerna behöll Italien 9 som under 1950-talet delades i ytterligare 7 kommuner. Från provinsen Trieste 9 kommuner, 8 från den tidigare provinsen Bisiacaria och kommunen Grado.

## Administration
Provinsen Gorizia var indelad i 25 comuni (kommuner) 2017 när provinsen upphörde.